# 億勝生物科技
億勝生物科技有限公司，簡稱億勝生物科技（英語：ESSEX BIO-TECHNOLOGY LIMITED，港交所：1061），於1996年，由嚴名熾（主席）和方海洲（首席執行官），在珠海創立「珠海亿胜生物制药有限公司」，後在1999年2月成立該公司。
總部位於珠海。業務在國內經營从事基因工程药物的研究、开发、生产和销售，品牌為「贝复济」、「贝复舒」、「贝复新」。
當時股份在2001年6月27日於港交所創業板上市，招股價為0.5港元，配售股份為1.02564億股，集資額為5130萬港元，當時代碼為8151.HK。其後在2011年6月22日轉在主板上市。

## 連結
- essexbio.com （页面存档备份，存于）